# Hipposideros abae
Hipposideros abae — є одним з видів кажанів родини Hipposideridae.

## Поширення
Країни поширення: Буркіна-Фасо, Камерун, Центральноафриканська Республіка, Демократична Республіка Конго, Кот-д'Івуар, Гана, Гвінея, Гвінея-Бісау, Ліберія, Нігерія, Сьєрра-Леоне, Судан, Того, Уганда. Це низинний вид, що мешкає нижче 1000 м. Проживає в саванах та областях знищених дощових лісів. Лаштує сідала в печерах і скелястих тріщинах або під валунами.

## Загрози та охорона
Основні загрози невідомі. З урахуванням широкого ареалу передбачається, що присутній у деяких охоронних територіях.